# Dumerils boa
Dumerils boa (Acrantophis dumerili) är en art bland  ormarna som tillhör familjen boaormar. Arten är uppkallad efter den franska herpetologen A. M. C. Duméril.

## Kännetecken
Dumerils boa blir som fullvuxen vanligen 1,3 till 2,1 meter lång. Färgen och teckningen på kroppen, som är gråbrun med mörkare oregelbundna fläckar, ger den ett mycket bra kamouflage i dess naturliga miljö som är torra skogar. Några individer har en rosa eller kopparfärgad skugga. Vikten varierar mellan 10 och 15 kg.
Arten saknar värmekänsliga gropar vid munnen som är typiska för flera andra ormar.

## Utbredning
Dumerils boa finns endast på centrala och södra Madagaskar. Den vistas i låglandet och i bergstrakter upp till 1300 meter över havet. Habitatet varierar mellan torra skogar, buskskogar, savanner och trädgårdar. I norra delen av utbredningsområdet förekommer ibland hybrider med Acrantophis madagascariensis.
Arten förekomst på Réunion är inte bekräftad.

### Status
Dumerils boa är klassad som en livskraftig art av Internationella naturvårdsunionen (IUCN). Det största hotet mot arten är habitatförlust, genom skogsavverkning. Andra hot är att den i vissa områden dödas av människor för att den anses som farlig. Intensiv handel bedrevs tidigare med arten och insamlingen blev ett allvarligt hot mot de vilda populationerna. År 1996 fördes Dumerils boa upp på CITES lista enligt appendix I.

## Levnadssätt
Dumerils boa jagar vanligen genom att ligga i bakhåll på en lämplig plats och vänta på att ett byte skall komma förbi. Den tar olika mindre djur, som fåglar (inklusive höns), ödlor och små däggdjur som till exempel möss, råttor och ibland även andra ormar. Fortplantningen är ovovivipar och honan får mellan 6 och 13 ungar per kull. Äldre individer kan vara aktiva på dagen och på natten, ungar är främst nattaktiva.